# Aproximante lateral velar sonora
La aproximante lateral velar es un tipo de sonido consonántico, utilizado en un número pequeño de lenguas habladas en el mundo. El símbolo en el alfabeto fonético internacional que representa este sonido es ⟨ʟ⟩ (desde 1989) y el símbolo X-SAMPA equivalente es L\.
Las laterales velares del mundo implican a menudo una realización preoclusiva [ɡ͡ʟ].

## Aparición en distintas lenguas
Hiw: r̄evr̄ov [ɡ͡ʟəβɡ͡ʟɔβ] noche
Inglés (algunos dialectos): milk [mɪʟk]ⓘ leche
Wahgi: aglagle [aʟaʟe] mareado